# Кетль
Кетль (балка Крутая) — река в России, протекает в Краснодарском крае. Устье реки находится в 127 км по левому берегу реки Фарс. Длина реки составляет 20 км, площадь водосборного бассейна — 60,5 км².

## Данные водного реестра
По данным государственного водного реестра России относится к Кубанскому бассейновому округу, водохозяйственный участок реки — Лаба от впадения реки Чамлык и до устья. Речной бассейн реки — Кубань.
Код объекта в государственном водном реестре — 06020000912108100004101.